# Верхоянск (аэропорт)
Аэропорт «Верхоянск» — недействующий региональный аэропорт города Верхоянска Верхоянского улуса Якутии. В настоящее время постоянного авиасообщения не имеет. Ближайший аэропорт находится в 92 км к северо-востоку в посёлке Батагай (ниже по течению реки Яна). На данный момент грунтовая взлётно-посадочная полоса больше не существует. На её месте теперь находится площадка для проведения якутского праздника Ысыах. Деревянное здание аэровокзала снесено, вся авиационная инфраструктура пришли в негодность что подтверждается свежими спутниковыми снимками.